# 325366 Asturias
325366 Asturias è un asteroide della fascia principale. Scoperto nel 2008, presenta un'orbita caratterizzata da un semiasse maggiore pari a 3,0716176 UA e da un'eccentricità di 0,1627728, inclinata di 13,87274° rispetto all'eclittica.